# 린다 토머스그린필드

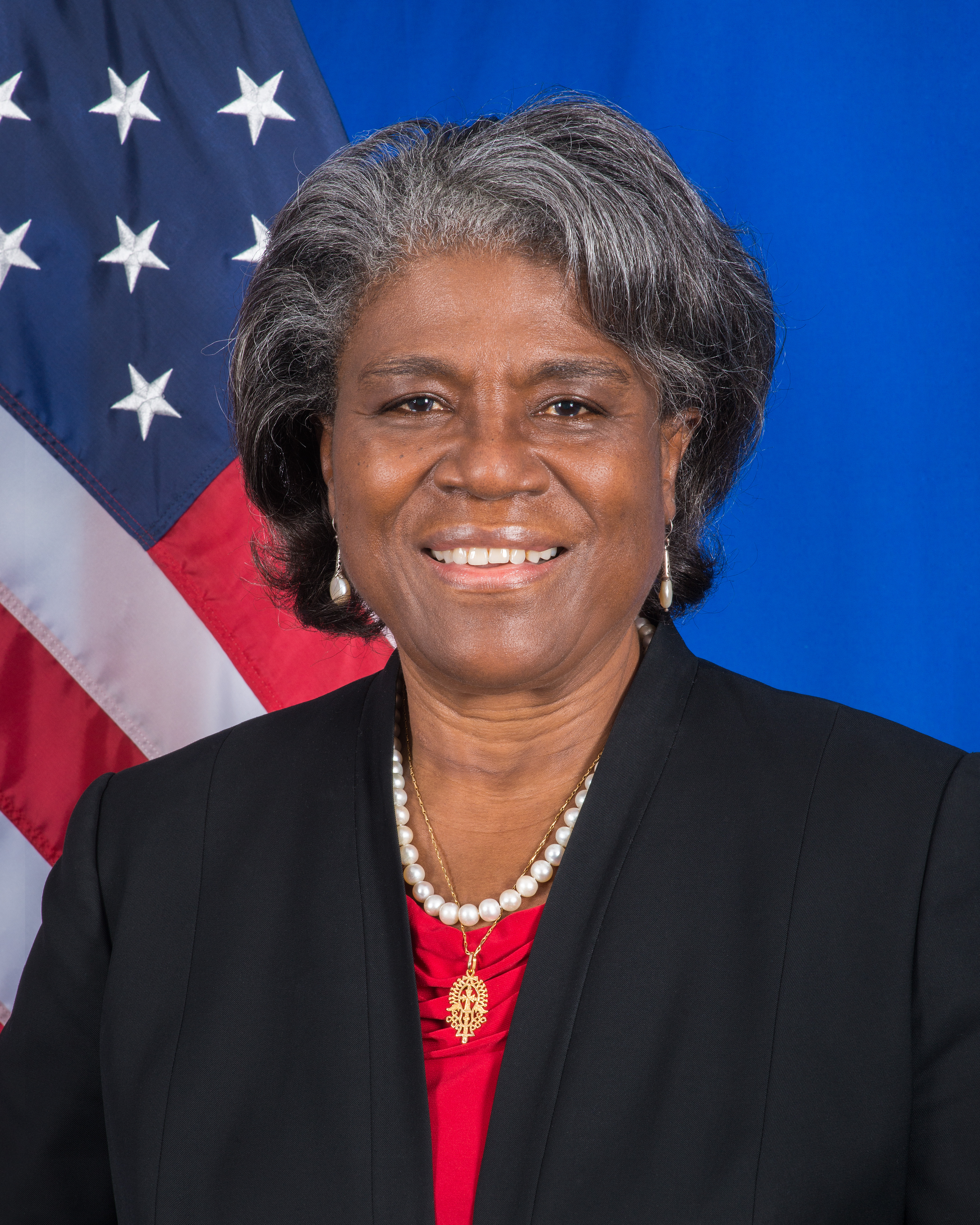
린다 토머스그린필드

린다 토머스그린필드 (Linda Thomas-Greenfield, 1952년 11월 22일~)는 조 바이든 대통령 밑에서 유엔 주재 미국 대사로 활동하고 있는 미국 외교관이다. 토머스그린필드는 2013년부터 2017년까지 미국 국무부 아프리카 담당 차관보를 역임하였다. 이후 워싱턴 DC에 있는 비즈니스 전략 회사인 올브라이트 스톤브리지 그룹에서 수석 부사장으로 민간 부문에서 근무하였다.
바이든 정권에서는 국제 연합 주재 미국 대사에 지명되었으며, 2021년 2월 25일 신임장을 제출한 후 국제 연합 주재 미국 대사로 취임하였다.

## 어린 시절과 교육
토머스그린필드는 1952년 루이지애나 주 베이커에서 8남매 가운데 한 명으로 태어났다. 1970년 루이지애나 주 재커리에 있는 흑인 고등학교를 졸업하였다. 1974년 루이지애나 주립 대학교에서 학사 학위를 취득하고, 1975년 위스콘신 대학교 매디슨에서 행정학 석사 학위를 취득하였다. UW메디슨의 2018년 봄 졸업식에서 토머스그린필드는 레베카 블랭크 총장에게서 명예 법학박사 학위를 받았다.

## 경력
토머스그린필드는 1982년 미국 외교국에 합류하기 전에 버크넬 대학교에서 정치학을 가르쳤다.
토머스그린필드는 차례로 인구, 난민 및 이주국 부차관보 (2004년 ~ 2006년), 아프리카 문제 수석 부차관(2006년 ~ 2008년), 주 라이베리아 대사 (2008년 ~ 2012년), 외교부 국장 및 외교부 국장을 지냈다. 동시에 인사 책임자(2012~2013)를 지냈다. 또한 스위스 (유엔 미국 대표부), 파키스탄, 케냐, 감비아, 나이지리아 및 자메이카에서 해외 직책을 맡기도 하였다.
2013년부터 2017년까지 토머스그린필드는 미국 국무부 아프리카국에서 아프리카 담당 국무부 차관보를 지냈다.
로스앤젤레스 타임즈에 따르면 토머스그린필드는 2017년 트럼프 행정부 주도로 "거의 4년에 걸쳐 국무부 고위 관료와 직업 전문가를 향한 숙청"의 일환으로 해고됐다고 알려졌다.
조지타운 대학교의 비상주 연구원으로, 2017년 가을부터 2019년 봄까지 아프리카 연구 분야에서 저명한 상주 연구원으로 활동하였다.
2020년 11월, 토머스그린필드는 미국 국무부와 관련해 인수인계를 지원하고자 조 바이든 당선인 기관검토팀의 지원자로 임명되었다.

### 유엔 주재 미국 대사

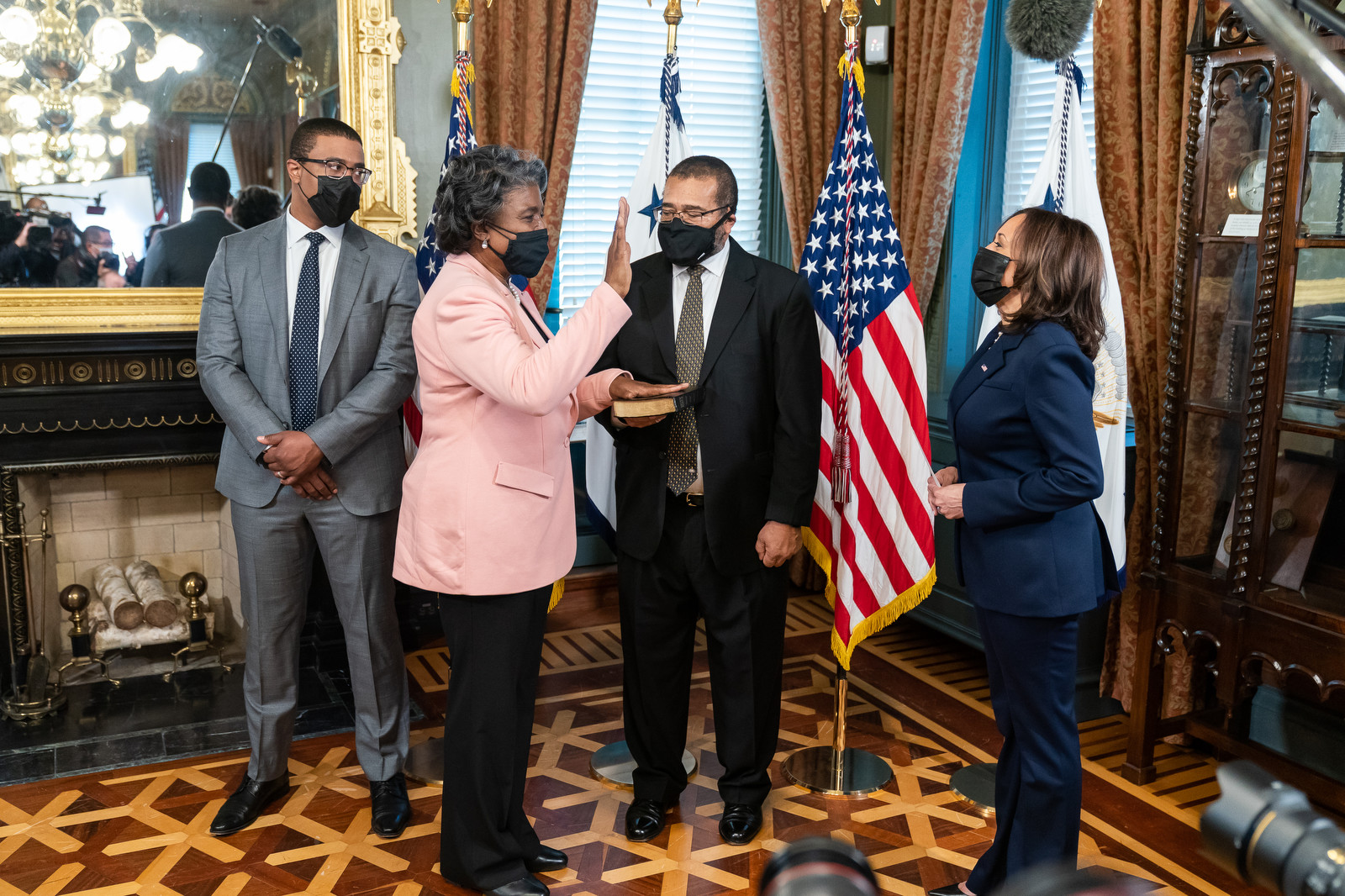
2021년 2월 24일 카멀라 해리스 부통령 앞에서 취임 선서를 하는 토머스그린필드

2020년 11월 24일, 바이든은 토머스그린필드를 차기 유엔 주재 미국 대사로 지명하고 자신의 내각과 국가안전보장회의에 포함시키겠다는 계획을 발표하였다. 토머스그린필드는 2021년 1월 27일 상원 외교위원회에 출석하였다 토머스그린필드는 국제 연합 대사 지명 청문회에서 민간 컨설팅 회사에 근무하던 2019년에 베이징이 지원하는 공자학원에서 연설한 것을 후회한다고 말했다. 그리고 국제 정책에 관한 상원 외교위원회의 의견에 크게 동의하여 아프리카와 그 외 지역에서 중화인민공화국의 '악의적인 세력'과 '부채 함정 및 전술'을 향한 우려를 제기하였다. 2021년 2월, 텍사스 상원의원 테드 크루즈가 중화인민공화국과 관련한 2019년 논평으로 인해 지명과 관련한 위원회 투표를 연기하고 있다고 보도되었다. 토마스그린필드는 보이콧, 투자철회, 제제와 관련해 "이스라엘을 부당하게 겨냥하는 것에 반대"할 것을 다짐하면서 이 운동은 " 반유대주의에 가깝다"고 말했다.
위원회는 2021년 2월 4일에 토머스그린필드의 지명을 호의적으로 보고하였다. 2021년 2월 23일 미국 상원에서 78-20 투표로 토머스그린필드는 유엔 주재 미국 대사로 확정되었다. 이후 토머스그린필드는 78대 21의 투표로 유엔 총회에서 미국 대표로 선출되었다. 2021년 2월 25일 신임장을 제출한 후 취임했으며, 켈리 크래프트 대사를 계승했다.

#### 재임기간

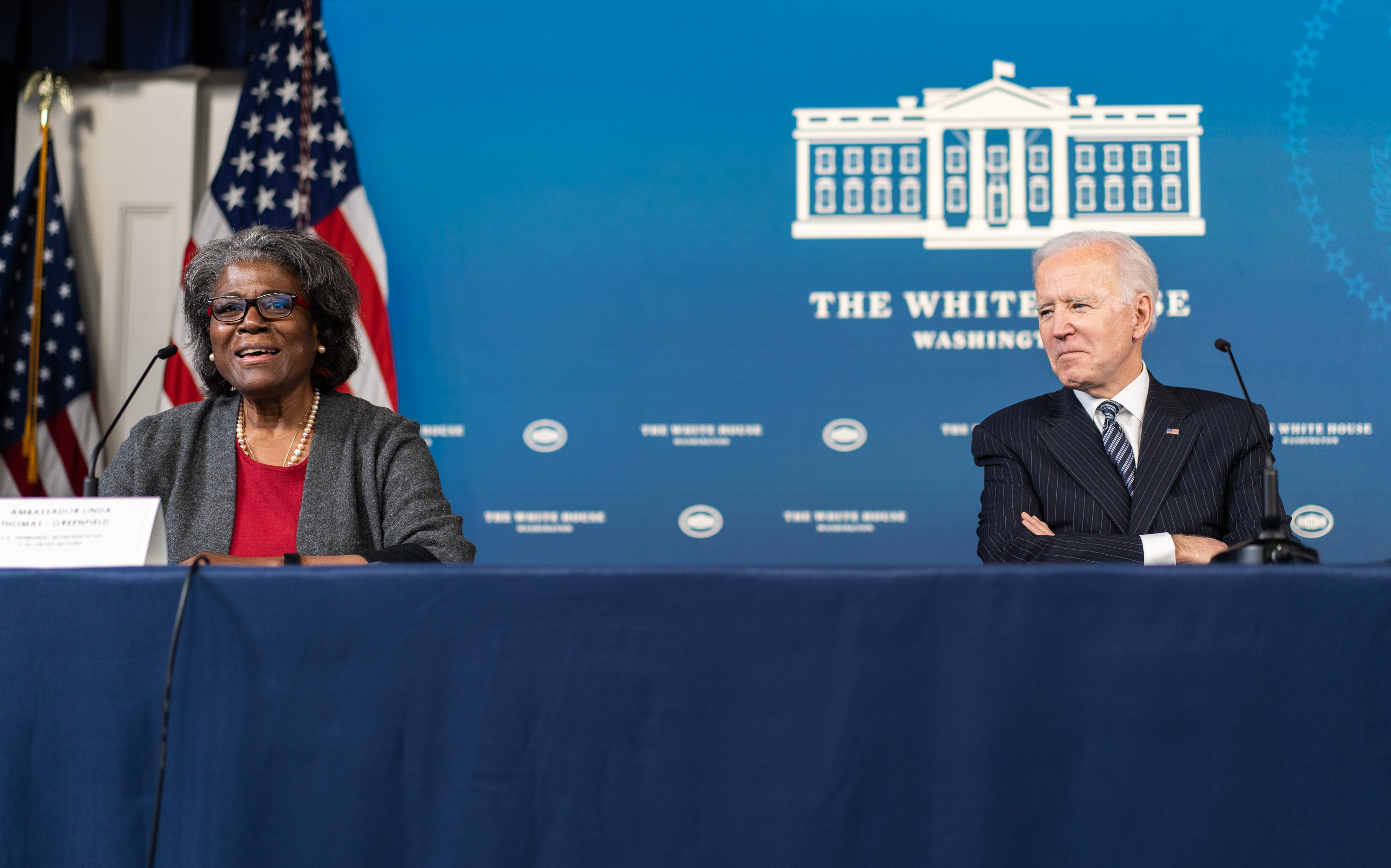
조 바이든 대통령과 함께한 토머스그린필드, 2021년 3월

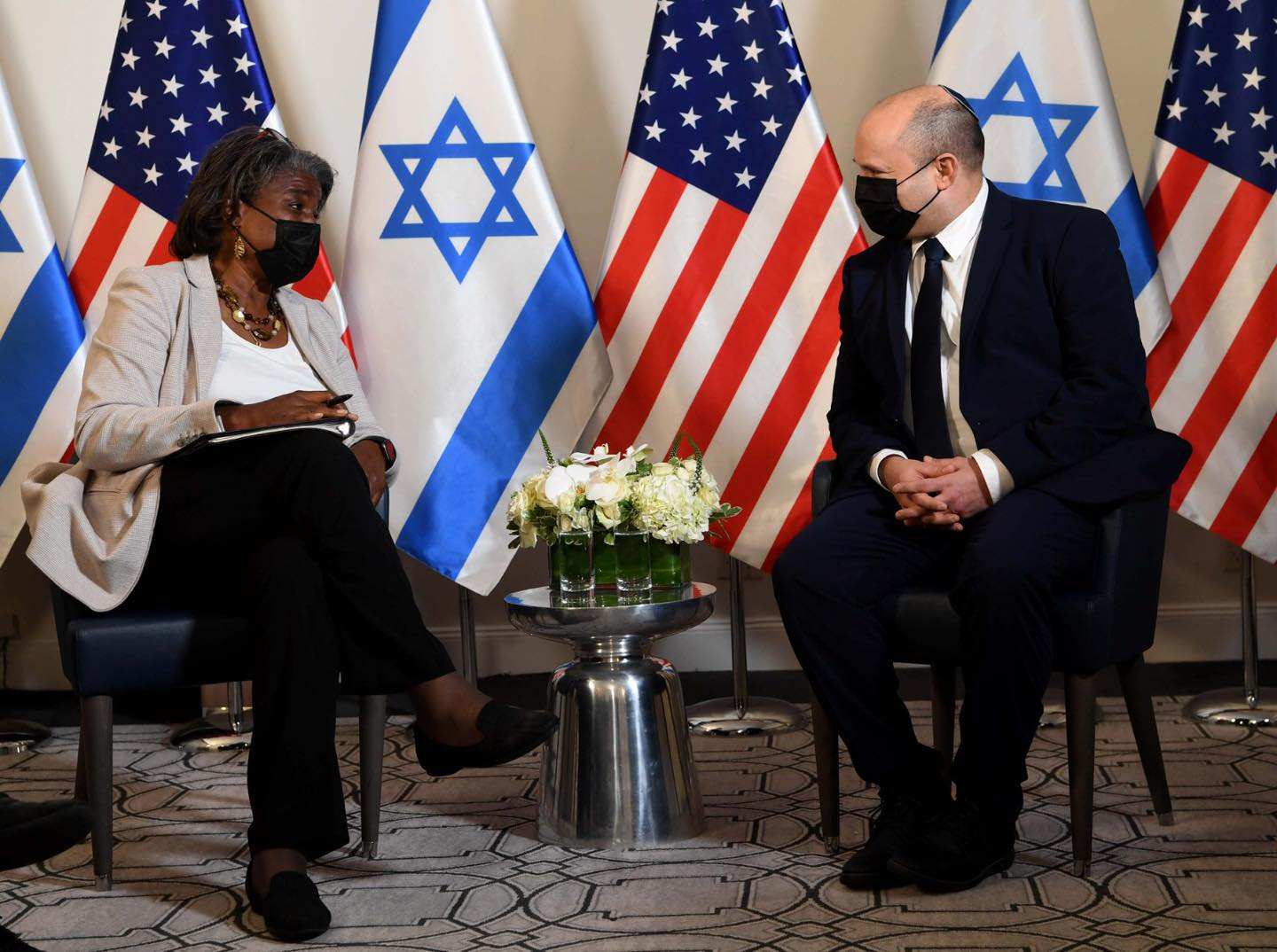
2021년 9월 나프탈리 베넷 이스라엘 총리와 토마스그린필드

2021년 3월 1일부터 미국은 유엔 안전 보장 이사회 의장국이 되었다. 따라서 그린필드는 미국 대표단의 수장으로서 협의회 의장이 되었다. 토머스그린필드의 임기는 2021년 3월 31일에 종료되었다. 토머스그린필드의 다음 UNSC 의장 임기는 러시아의 우크라이나 침공이 계속되는 가운데 2022년 4월 UNSC 의장을 역임한 영국의 바바라 우드워드 의장의 뒤를 이어 2022년 5월 1일에 시작되었고 5월 31일에 끝났다. 2022년부터 알바니아 대사 페리트 호자가 2022년 6월에 의장을 맡게 되었다. 그린필드는 2023년 8월까지 UNSC 회장직을 다시 수행하게 되었으며, 2023년 7월까지 우드워드의 뒤를 이어 다시 UNSC 의장직을 수행하였다.
토마스그린필드는 중화인민공화국이 위구르인들을 대상으로 대량 학살을 자행하고 신장 재교육 캠프에 100만 명이 넘는 위구르인과 기타  소수민족을 구금하고 있다고 비난하였다. 토머스그린필드는 “미국은 중화인민공화국 정부가 반인도적 범죄와 신장 자치구의 위구르인 및 기타 소수민족 학살을 중단할 때까지 계속해서 목소리를 낼 것”이라고 말했다.
토머스그린필드는 에티오피아 티그라이주의 인종적 긴장이 고조되고 있다는 보도에 대해 우려를 표명하고 에티오피아 연방 정부와 티그라이 지역 정부군 사이에 일어나고 있는 티그라이 전쟁의 평화적 해결을 촉구하였다.
이스라엘-하마스 전쟁 중이었던 2023년 10월 18일, 유엔 안전보장이사회는 가자 지구에 대한 인도주의적 지원을 허용하고자 적대 행위를 일시적으로 중단하는 결의안을 표결했다. 전쟁은 2023년 하마스가 주도한 이스라엘 공격으로 시작되어 약 1,200명의 이스라엘인이 사망했다. 투표 당시 팔레스타인인 3000명 이상이 사망했다. 미국을 대표하는 토머스그린필드는 15명으로 구성된 의회에서 유일하게 "반대" 투표를 했다. 미국이 유엔 안전보장이사회에 대한 거부권을 갖고 있기에 결의안은 실패했다. 이번 투표에 대해 토머스그린필드는 미국이 인도주의 위기에 대한 외교적 해결을 위해 노력하고 있으며 그 결의안은 이스라엘의 자위권을 인정하지 못했다고 말했다.
2023년 12월 토마스그린필드는 193개 회원국으로 구성된 유엔 총회에서 미국이 거부권을 행사하지 않는 인도주의적 휴전 결의안에 반대표를 던졌다. 토머스그린필드는 휴전이 "가장 좋은 경우에는 일시적이고 최악의 경우에는 위험할 것"이라고 말했다. 2024년 2월 20일, 토마스그린필드는 가자 지구에서 즉각 휴전을 요구하는 유엔 안전보장이사회 결의안에 다시 한 번 단독 투표를 했다. 토머스그린필드는 "하마스에게 인질 석방을 요구하는 합의 없이 즉각적이고 무조건적인 휴전을 요구하는 것은 항구적인 평화를 가져오지 못할 것"이라며 "대신 하마스와 이스라엘 사이 싸움을 연장할 수 있다"고 말했다. 로이터 통신에 따르면, 결의안은 "즉시 인도주의적 휴전과 모든 인질의 즉각적이고 무조건적인 석방을 별도로 요구했다"고 한다.
2024년 5월, 버몬트 대학교와 루이지애나 자비에 대학교는 모두 토마스그린필드의 선택에 대한 학생들의 항의로 예정된 졸업식 연설을 취소하였다.

## 사생활
토머스그린필드의 남편인 래패옛 그린필드는 은퇴하기 전에 국무부에서 근무하였다. 그린필드 부부에게는 두 자녀가 있다.